# Гастропарез
Гастропаре́з — расстройство пищеварения, характеризующееся снижением активности мышечного аппарата желудка.

## Симптомы
Первичные симптомы гастропареза — тошнота и рвота. Другие проявления гастропареза: 
- боль в животе,
- вздутие,
- раннее насыщение
- и, в серьёзных случаях, потеря веса из-за снижения потребления пищи (из-за симптомов).

Уменьшенное потребление пищи и ограничение видов пищи могут привести к пищевым дефицитам.
Рвота при гастропарезе обычно происходит после приемов пищи; однако, при серьёзном гастропарезе, рвота может произойти не после приема пищи, а из-за накопления еды в желудке. Характерная рвота случается спустя несколько часов после еды, когда желудок максимально надувается из-за съеденной пищи и пищи, которая уже была в нём до последнего приема еды.
Иногда при гастропарезе развивается гастроэзофагеальная рефлюксная болезнь.

## Факторы риска
- Сахарный диабет[3]
- Частичная резекция желудка/ваготомия, бариатрическая хирургия, антирефлюксная хирургия[3]

## Диагностика
- Сцинтиграфия[4]
- Радиокапсула[4]
- Дыхательный тест[4]

## Лечение
- Диета, состоящая из дробного питания[4][3]
- Антагонисты допаминового D2-рецептора:
  - Метоклопрамид[4][3]
  - Домперидон[4][3]
- Агонисты серотониновых 5-HT4-рецепторов[4][3]
- Пилоромиотомия[4]